# Метамора (Мичиген)
Метамора (енгл. Metamora) град је у америчкој савезној држави Мичиген.

## Демографија
По попису из 2010. године број становника је 565, што је 58 (11,4%) становника више него 2000. године.
| Група             | 2000.       | 2010.       |
| Белци             | 487 (96,1%) | 547 (96,8%) |
| Афроамериканци    | 0 (0,0%)    | 2 (0,4%)    |
| Азијати           | 1 (0,2%)    | 1 (0,2%)    |
| Хиспаноамериканци | 4 (0,8%)    | 8 (1,4%)    |
| Укупно            | 507         | 565         |